# Blues- und Jazzfestival Bamberg
Das Blues- & Jazzfestival Bamberg ist ein jährlich im August stattfindendes Musikfestival im oberfränkischen Bamberg. Es treten sowohl regionale als auch international bekannte Künstler auf.
Das Festival findet seit 2007 jährlich in der ersten Augusthälfte in Bamberg statt. Initiiert wurde es vom Stadtmarketing Bamberg e.V. 2022 kamen über 150.000 Besucher an zehn Tagen in die Bamberger Innenstadt um über 50 Bands zu erleben. Das Festival hat sich in den letzten Jahren zum größten eintrittsfreien Open-Air Blues- und Jazzfestival Europas entwickelt. Die Leitung des Festivals hat seit 2007 der Festivalinitiator Klaus Stieringer.
Die Hauptspielorte des mehrtägigen Festivals sind die Böhmerwiese in der Bamberger Gärtnerstadt und der Maximiliansplatz in der Bamberger Innenstadt. Weitere Zusatzkonzerte finden außerdem in Kirchen, Unternehmen, Verbänden, Gastronomiebetrieben sowie in zahlreiche Gemeinden des Landkreises Bamberg statt. Der Eintritt ist dabei für die Besucher kostenfrei.
2016 fand es zum zehnten Mal statt und hatte in dem Jahr die 125.000 Besucher zum ersten Mal überschritten.
2022 war das 15. Jubiläum mit über 150.000 Besuchern.
Von der Gründung bis 2021 hieß das Festival nach dem Hauptsponsor Tucher Blues- und Jazzfestival. Ab 2022 firmiert es unter der Bezeichnung Sparda-Bank Blues- & Jazzfestival Bamberg, wodurch auch die bisherige Brauerei Tucher Bräu nicht mehr das Festival beliefert.
Folgende Künstler traten unter anderem auf:
| Zeitraum                | Zuschauer | Bands |
| ----------------------- | --------- | --- |
| 06.–12. August 2007     | 25.000    | u. a. Blue Train Orchester, Charlestown Jazzband, Dr. Mablues + The Detail Horns, Grafschafter Dixie Gang, Hot Cargo, Max Greger & His Soul Brothers, No Lyrics, Romeo Franz feat. Joe Bawelino, Second Try, Serious Business, Son de Colonia, The Stimulators, Toni’s Bluesband, Weddinger Boogie Orchestra u.v.m.             |
| 11.–17. August 2008     | 56.000    | u. a. Rhine-River-Bigband, Club Boogaloo, Grafschafter Dixie Gang, Jazz Syndikat, Jim Kahr Band, Keller Mountain Blues, Mike Brosnan Duo, Salsa Verde, Supercharge, The Stimulators |
| 10.–16. August 2009     | 80.000    | u. a. Bridge to a Prayer, The International Cajun Trio, The Pinkspots & der Hutklub, Tony Bulluck, Sydney Ellis Band, Fat Bop’, Karen Carroll & Christian Jung Trio, Tex Döring Trio, Orquestra Salsaborrr, Bürger & The Prettyboys, The Blues Company & Horns, Papa Legbas, The Stimulators, Didi Neumann und Peter Crow C.    |
| 09.–15. August 2010     | 85.000    | u. a. Funkbutter, Suzan Baker & Dennis Lüddicke, Di Grine Kuzine, Jenny Boneja & The Ballroomshakers, Sydney Ellis & Her Yes Mama Band, Jörg Hegemann Boogie Trio, Sonoc de Las Tunas, Gery & The Johnboys, Rudi Madsius Band, The Loveboats, Greg Copeland & The Soul Gang, Mark Benett Band, Jaimi Faulkner Band, Moonglow    |
| 08.–14. August 2011     | 83.000    | u. a. Bernard Allison Group, Captain Fusion, Isar-Amper Jazz Company, Red Black Spyders, SonRicoSon, Steve Payne Duo, Ana Popovic & Band, Re-Bop, The Horny Funk Brothers feat. Hubert Tubbs, Electric Blues Duo & Hubert Hofherr, The Sensational Skydrunk Heartbeat Orchestra, Marco Hohner Trio                              |
| 06.–12. August 2012     | 91.000    | u. a. Funky-Workshop-Band, Soul Bizz, John Lee Hooker Jr. & Band, Klezmaniaxx, !DelaDap, Second Try, Soneros de Verdad, The Dazed, Mardi Gras. Bb, Jazz-Combo MusPäd, The Three Ladies of Blues & The Gustav Csik Trio, Tex Döring Trio, Leo & The Lineup, Tony Bulluck                                                         |
| 12.–18. August 2013     | 95.000    | u. a. Get on Stage – Dozentenband, Spaghetti Swing, Rosario Smowing, Jay Ottaway Band, Lance Lopez, Maik Mondial, Louise Gold & The Quarz Orchestra, Los Dos y Companeros, Grand Slam feat. Gary “Mudbone” Cooper, Gordian Knot, Hardin & York, San2 & Sebastian Schwarzenberger, eSKAlation, Boogiemen’s Friends               |
| 01.–17. August 2014     | 98.000    | u. a. Andy Frasco & The U.N., Twana Rhodes & Band, Friling, Soneros de Verdad, Jay Ottaway Band, The Pretty Things, Rob Longstaff, Layla Zoe, Uncle Sally, Indijana & The Bandits, The Les Clöchards |
| 10.–16. August 2015     | 102.000   | u. a. Mywood, Daniel Puente Encina & Band, Boppin’B, William’s Orbit, Si Senor, Boogiemen’s Friends, Brian Auger’s Oblivion Express feat. Alex Ligertwood, Ida Gard, Gordian Knot, Andy Frasco & The U.N., Hymn for Her |
| 05.–15. August 2016     | 127.000   | u. a. Second Try, Souljam, Angela Brown & Christian Rannenberg Trio, Die Zöllner, John Blek & The Rats, Son del Nene, Jay Ottaway, The Stiff Stuff Group, Luca Sestak Duo, Andy Frasco & The U.N., Tony Bulluck, Marie Chain, Wellbad, Nervling, Ten Years After                                                                |
| 04.–13. August 2017     | 123.000   | u. a. Peter Karp, Anna Partué, Ina Forsman, Yvonne Wale, Tony Bulluck |
| 03.–12. August 2018     | 149.000   | u. a. Daney, Jazzkombo der Bundespolizei, Bambägga, Sydney Ellis, Jòvenes Clàsicos del Son, The AIRLETTES, The Redbook Project, Tony Coleman, Botticelli Baby, Jetbone, Rob Tognoni, Wille and the Bandits, Äl Jawala, Malaka Hostel                                                                                            |
| 2.–11. August 2019      | 174.000   | u. a. Andreas Kümmert, Kai Strauss, Jimmy Reiter, Ron Spielman, Conexion Cubana, WellBad, Meena Cryle, Miller Anderson, Tony Bulluck, Mary Summer, Johanna Schneider, Jane Lee Hooker |
| 30. Juli–8. August 2021 | 3.000     | u. a. Andreas Kümmert, Frontm3n, Miu, Tony Bulluck, Vanja Sky, Marc Amacher, Mic Mali, Mayito Rivera & Sons of Cuba, Kai Strauss, Carolin No, The Bluesanovas uvm. |
| 5.–15. August 2022      | 150.000   | u. a. Julia Neigel, Kinga Głyk, Bambägga, Frontmen, Tir Nan Og, Cutting Crew, Yasi Hofer, Andreas Kümmert, Wellbad, Marc Amacher, Dennis Hormes, The Bluesanovas, Carolin No, MIU uvm. |
| 4.–13. August 2023      | 150.000   | u. a. Anika Nilles, Danny Bryant, Kai Strauss, Frontm3n, Yasi Hofer, Julia Neigel, Adam Hall & The Velvet Playboys, Andreas Kümmert, Afra Kane, Ann Sophie, The Bluesanovas, Diana Ezerex, B.B. And the Blues Shacks, Blues Company, Latvian Blues Band, Alice Francis, Cris Cosmo, Gaby Moreno uvm.                            |
| 2.–11. August 2024      | 150.000   | u. a. Andreas Diehlmann, Blue Deal, Andreas Kümmert, Michael van Merwyk, Albie Donnelly, Big Daddy Wilson, Justina Lee Brown, The Bluesanovas, Vanja Sky, Richie Arndt feat Gregor Hilden, Bad Temper Joe, Caro Josée, MIU, Tommy Schneller, Michelle David, Jimmy Reiter, Abi Wallenstein, Johanna Schneider, Mary Summer uvm. |